# Bénaix
Bénaix (Benais en occitan languedocien) est une commune française, située dans le département de l'Ariège en région Occitanie.
Localisée dans l'est du département, la commune  fait partie, sur le plan historique et culturel, du pays d'Olmes, haut lieu de la tragédie cathare alliant des paysages d'une extrême diversité. Exposée à un climat océanique altéré, elle est drainée par le  ruisseau de Saint-Nicolas, le ruisseau de Pelail et par divers autres petits cours d'eau. La commune possède un patrimoine naturel remarquable : un site Natura 2000 (les « gorges de la Frau et Bélesta ») et deux zones naturelles d'intérêt écologique, faunistique et floristique.
Bénaix est une commune rurale qui compte 151 habitants en 2022, après avoir connu un pic de population de 565 habitants en 1831. Elle fait partie de l'aire d'attraction de Lavelanet. Ses habitants sont appelés les Bénaixois ou Bénaixoises.

## Géographie

### Localisation

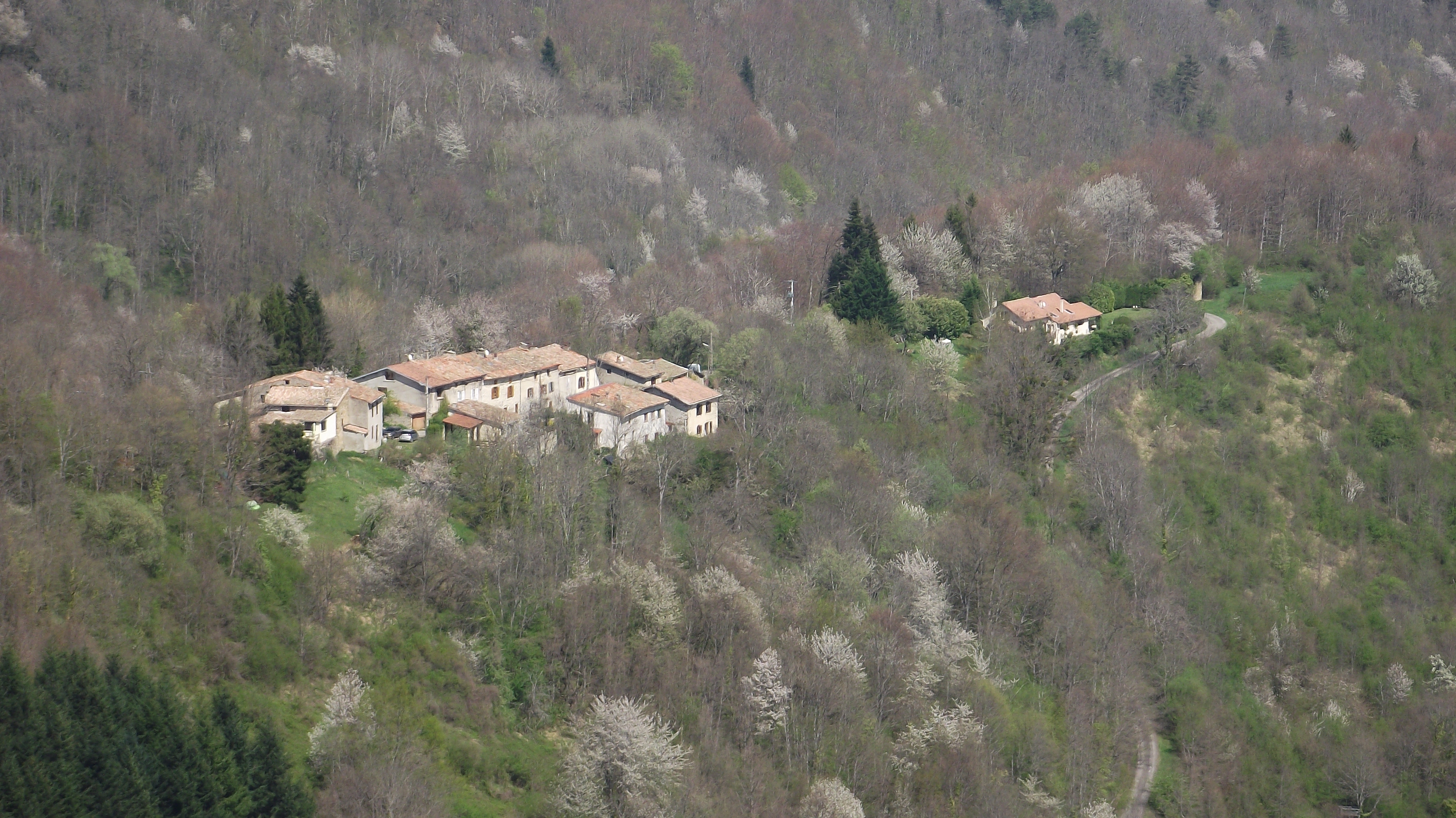
Serrelongue, hameau de Bénaix vu en avril 2017 depuis le pog de Montségur.

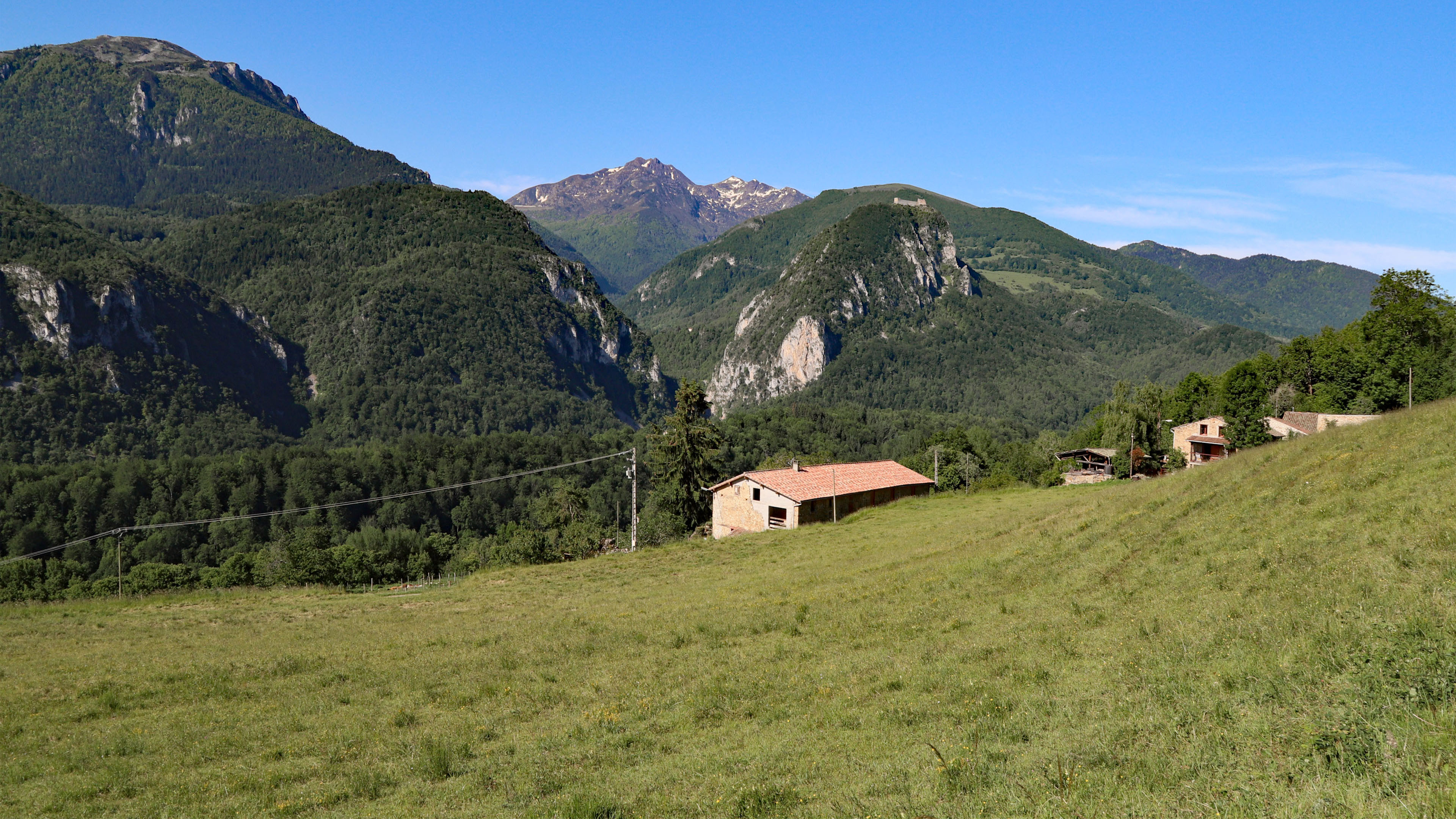
Hameau de Morenci, montagne de la Frau, château de Montségur, au loin pic de Soularac et pic de Saint-Barthélemy.

La commune de Bénaix se trouve dans le département de l'Ariège, en région Occitanie.
Elle se situe à 22 km à vol d'oiseau de Foix, préfecture du département, à 31 km de Pamiers, sous-préfecture, et à 3 km de Lavelanet, bureau centralisateur du canton du Pays d'Olmes dont dépend la commune depuis 2015 pour les élections départementales.
La commune fait en outre partie du bassin de vie de Lavelanet.
Les communes les plus proches sont : 
Saint-Jean-d'Aigues-Vives (2,1 km), Lavelanet (3,0 km), Villeneuve-d'Olmes (3,2 km), L'Aiguillon (3,5 km), Fougax-et-Barrineuf (4,0 km), Dreuilhe (4,4 km), Lesparrou (4,5 km), Montségur (4,5 km).
Sur le plan historique et culturel, Bénaix fait partie du pays d'Olmes, haut lieu de la tragédie cathare alliant des paysages d'une extrême diversité.
Les communes limitrophes sont  Fougax-et-Barrineuf, L'Aiguillon, Lavelanet, Montferrier, Montségur, Saint-Jean-d'Aigues-Vives et Villeneuve-d'Olmes.
| Villeneuve-d'Olmes | Lavelanet | Saint-Jean-d'Aigues-Vives |
| Montferrier        | Bénaix    | L'Aiguillon               |
|                    | Montségur | Fougax-et-Barrineuf       |

### Géologie et relief
La commune est située dans les Pyrénées, une chaîne montagneuse jeune, érigée durant l'ère tertiaire (il y a 40 millions d'années environ), en même temps que les Alpes. Elle est marquée par le front du chevauchement frontal nord-pyrénéen qui la traverse d'est en ouest, séparant la Zone nord-pyrénéenne (ZNP) au sud de la Zone sous-pyrénéenne (ZSP) au nord, qui constitue la frange sud du Bassin aquitain. Les terrains affleurants sur le territoire communal sont constitués de roches sédimentaires datant pour certaines du Cénozoïque, l'ère géologique la plus récente sur l'échelle des temps géologiques, débutant il y a 66 millions d'années, et pour d'autres du Mésozoïque, anciennement appelé Ère secondaire, qui s'étend de −252,2 à −66,0 Ma. La structure détaillée des couches affleurantes est décrite dans la feuille « n°1076 - Lavelanet » de la carte géologique harmonisée au 1/50 000ème du département de l'Ariège, et sa notice associée.
La superficie cadastrale de la commune publiée par l’Insee, qui sert de références dans toutes les statistiques, est de 14,68 km2,. La superficie géographique, issue de la BD Topo, composante du Référentiel à grande échelle produit par l'IGN, est quant à elle de 14,69 km2.Son relief est particulièrement découpé puisque la dénivelée maximale atteint 463 mètres. L'altitude du territoire varie entre 517 m et 980 m.

### Hydrographie

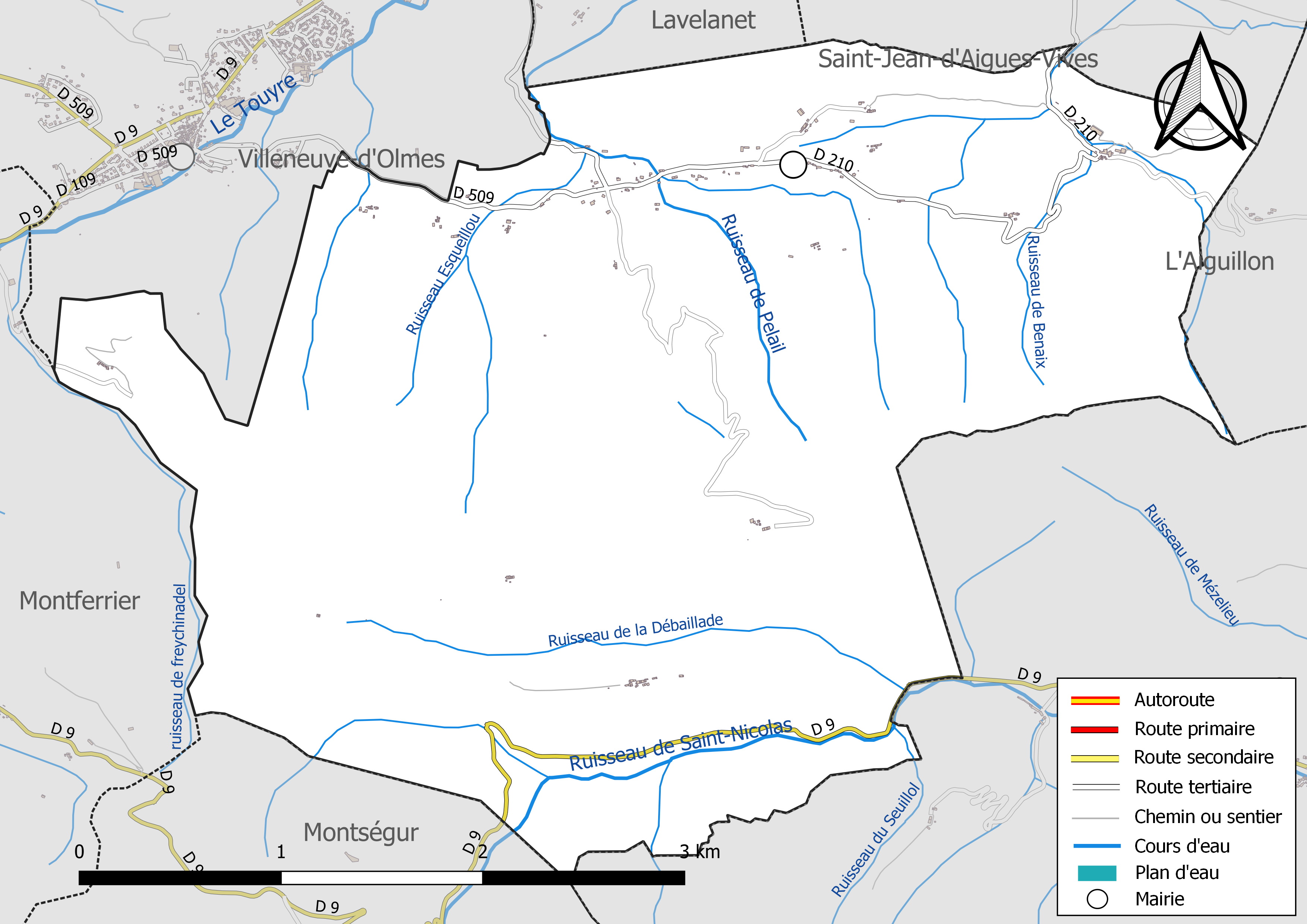
Réseaux hydrographique et routier de Bénaix.

La commune est dans le bassin versant de la Garonne, au sein du bassin hydrographique Adour-Garonne. Elle est drainée par le ruisseau de Saint-Nicolas, le ruisseau de Pelail, le ruisseau de Benaix, le ruisseau de freychinadel, le ruisseau de la Débaillade, le ruisseau du Seuillol, le ruisseau Esqueillou et par divers petits cours d'eau, constituant un réseau hydrographique de 27 km de longueur totale,.
Le ruisseau de Saint-Nicolas, d'une longueur totale de 13,6 km, prend sa source dans la commune de Montségur et s'écoule du sud-ouest vers le nord-est. Il traverse la commune et se jette dans l'Hers-Vif à Fougax-et-Barrineuf, après avoir traversé 4 communes.

### Climat
Pour des articles plus généraux, voir Climat de l'Occitanie et Climat de l'Ariège.
En 2010, le climat de la commune est de type climat océanique altéré, selon une étude s'appuyant sur une série de données couvrant la période 1971-2000. En 2020, Météo-France publie une typologie des climats de la France métropolitaine dans laquelle la commune est exposée à un climat de montagne et est dans la région climatique Pyrénées centrales, caractérisée par une pluviométrie annuelle de 1 000 à 1 200 mm.
Pour la période 1971-2000, la température annuelle moyenne est de 11,7 °C, avec une amplitude thermique annuelle de 15,1 °C. Le cumul annuel moyen de précipitations est de 932 mm, avec 10,2 jours de précipitations en janvier et 6,4 jours en juillet. Pour la période 1991-2020, la température moyenne annuelle observée sur la station météorologique la plus proche, située sur la commune de Montferrier à 5 km à vol d'oiseau, est de 11,2 °C et le cumul annuel moyen de précipitations est de 1 438,0 mm,. Pour l'avenir, les paramètres climatiques de la commune estimés pour 2050 selon différents scénarios d'émission de gaz à effet de serre sont consultables sur un site dédié publié par Météo-France en novembre 2022.

### Milieux naturels et biodiversité

#### Réseau Natura 2000

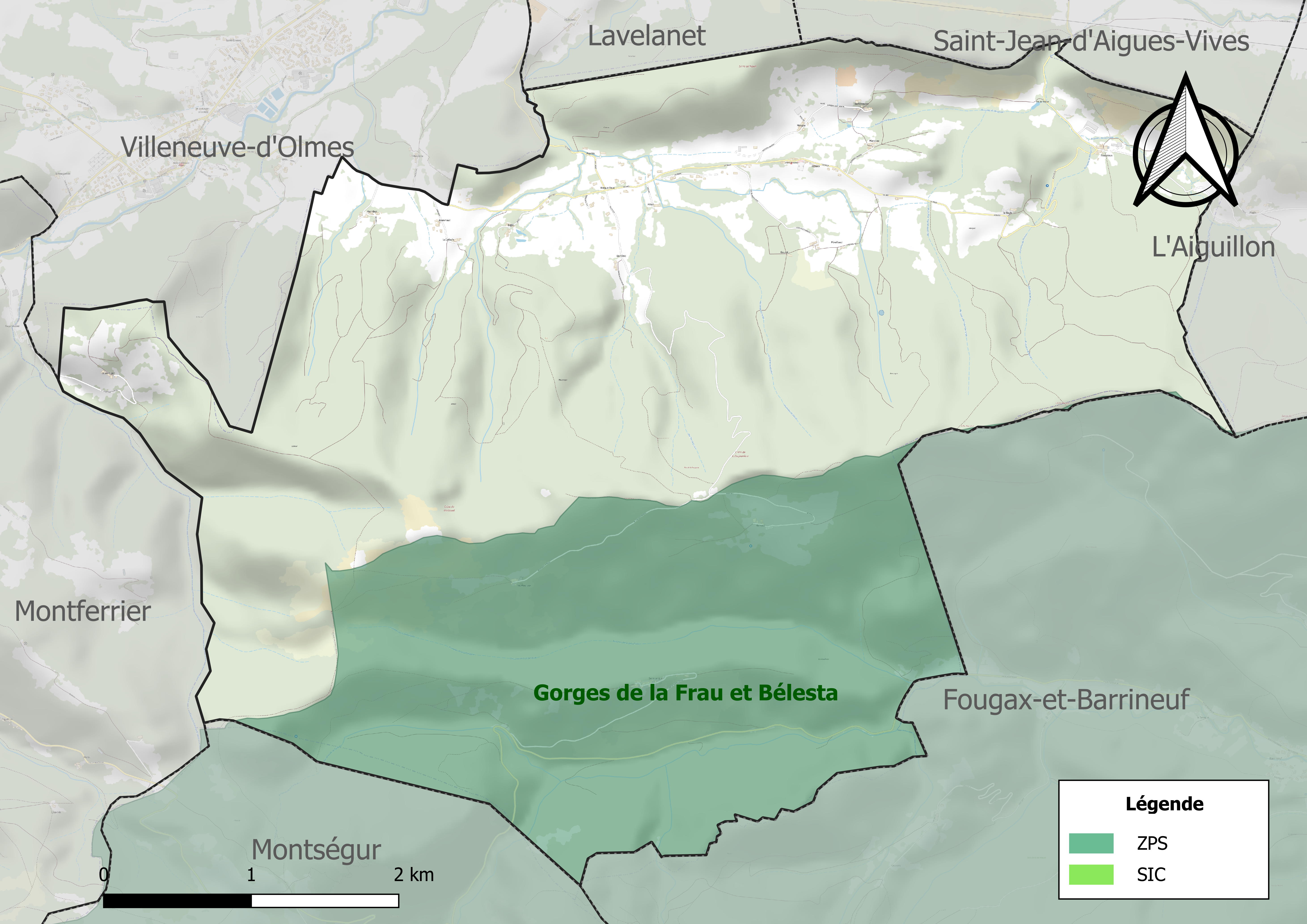
Sites Natura 2000 sur le territoire communal.

Le réseau Natura 2000 est un réseau écologique européen de sites naturels d'intérêt écologique élaboré à partir des directives habitats et oiseaux, constitué de zones spéciales de conservation (ZSC) et de zones de protection spéciale (ZPS).
Un site Natura 2000 a été défini sur la commune au titre  de la directive oiseaux : les « gorges de la Frau et Bélesta », d'une superficie de 12 360 ha, hébergent une avifaune de montagne bien représentée sur ce site avec quatorze espèces de l'annexe I qui s'y reproduisent, parmi lesquelles six espèces de rapaces diurnes et deux espèces de rapaces nocturnes.

#### Zones naturelles d'intérêt écologique, faunistique et floristique
L’inventaire des zones naturelles d'intérêt écologique, faunistique et floristique (ZNIEFF) a pour objectif de réaliser une couverture des zones les plus intéressantes sur le plan écologique, essentiellement dans la perspective d’améliorer la connaissance du patrimoine naturel national et de fournir aux différents décideurs un outil d’aide à la prise en compte de l’environnement dans l’aménagement du territoire.
Une ZNIEFF de type 1 est recensée sur la commune :
les « montagnes de Belesta, de la Frau, de l'Ordat et de Prades » (14 014 ha), couvrant 32 communes dont 28 dans l'Ariège et 4 dans l'Aude et une ZNIEFF de type 2, : 
les « montagnes d'Olmes » (31 924 ha), couvrant 33 communes dont 31 dans l'Ariège et 2 dans l'Aude.

Carte des ZNIEFF de type 1 et 2 à Bénaix.
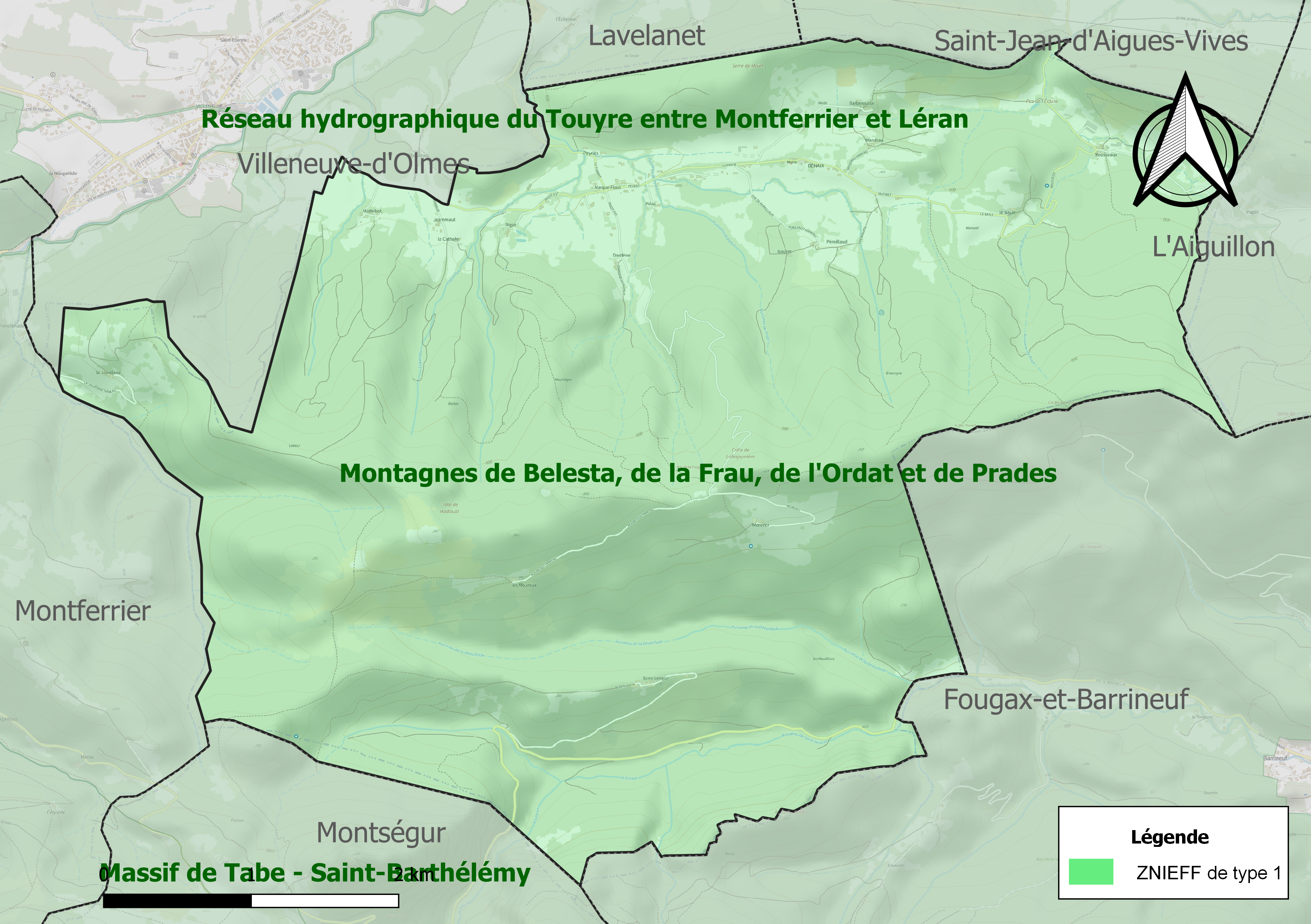
Carte de la ZNIEFF de type 1 sur la commune.
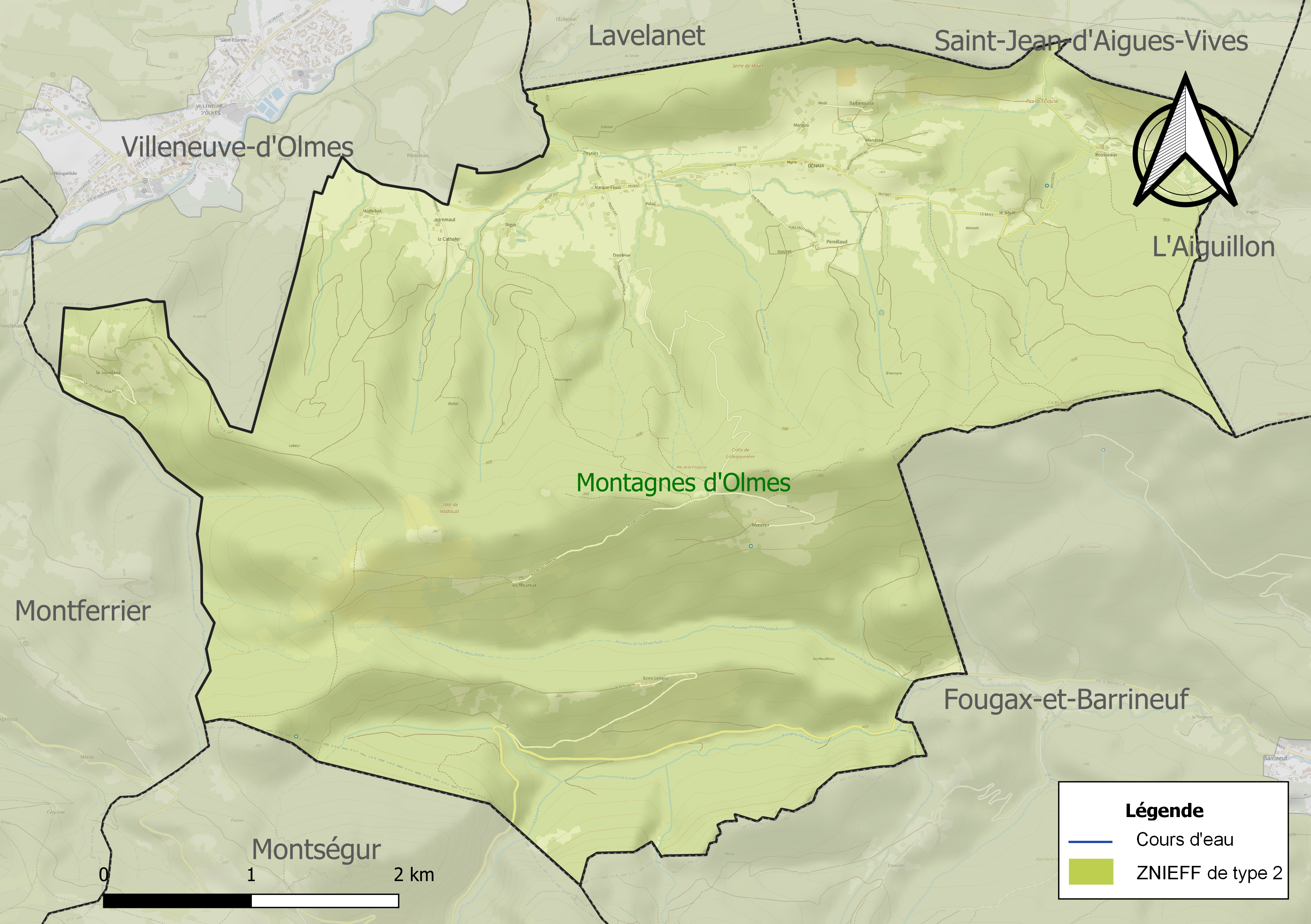
Carte de la ZNIEFF de type 2 sur la commune.

## Urbanisme

### Typologie
Au 1er janvier 2024, Bénaix est catégorisée commune rurale à habitat très dispersé, selon la nouvelle grille communale de densité à 7 niveaux définie par l'Insee en 2022.
Elle est située hors unité urbaine. Par ailleurs la commune fait partie de l'aire d'attraction de Lavelanet, dont elle est une commune de la couronne,. Cette aire, qui regroupe 28 communes, est catégorisée dans les aires de moins de 50 000 habitants,.

### Hameaux
Barberousse, Barjac, Catinai, Jammaut, Lijourdane, Mandraut, Matibot, Mérigou, Morenci, Mouréous, Périès, Perillaut, Rousseaux, Serrelongue…

### Occupation des sols
L'occupation des sols de la commune, telle qu'elle ressort de la base de données européenne d’occupation biophysique des sols Corine Land Cover (CLC), est marquée par l'importance des forêts et milieux semi-naturels (83 % en 2018), une proportion identique à celle de 1990 (83 %). La répartition détaillée en 2018 est la suivante : 
forêts (74,4 %), zones agricoles hétérogènes (17 %), milieux à végétation arbustive et/ou herbacée (5,9 %), espaces ouverts, sans ou avec peu de végétation (2,7 %). L'évolution de l’occupation des sols de la commune et de ses infrastructures peut être observée sur les différentes représentations cartographiques du territoire : la carte de Cassini (XVIIIe siècle), la carte d'état-major (1820-1866) et les cartes ou photos aériennes de l'IGN pour la période actuelle (1950 à aujourd'hui).

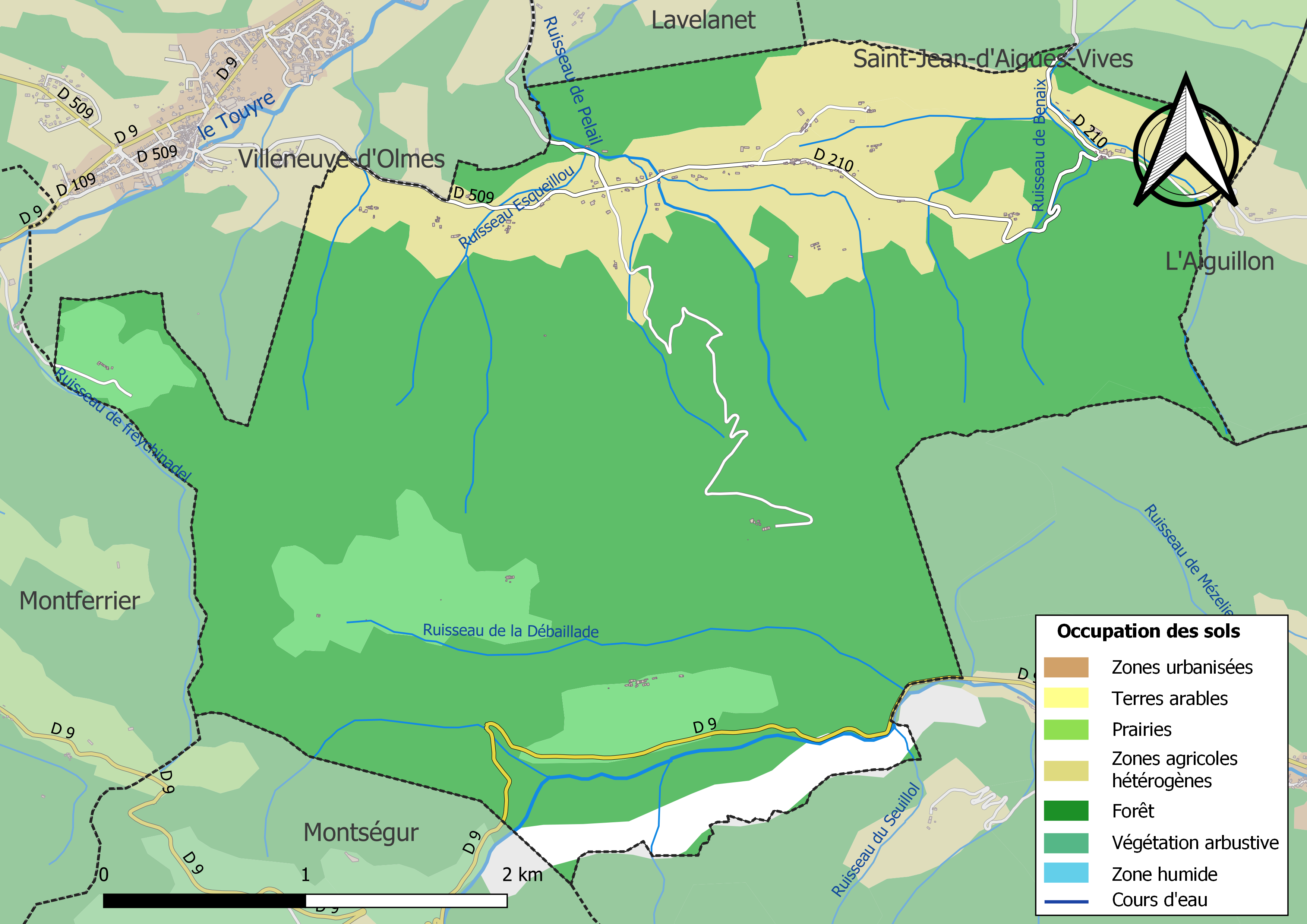
Carte des infrastructures et de l'occupation des sols de la commune en 2018 (CLC).

### Habitat et logement
En 2018, le nombre total de logements dans la commune était de 98, alors qu'il était de 94 en 2013 et de 94 en 2008.
Parmi ces logements, 70,7 % étaient des résidences principales, 18,2 % des résidences secondaires et 11,1 % des logements vacants. Ces logements étaient pour 96 % d'entre eux des maisons individuelles et pour 4 % des appartements.
Le tableau ci-dessous présente la typologie des logements à Bénaix en 2018 en comparaison avec celle de l'Ariège et de la France entière. Une caractéristique marquante du parc de logements est ainsi une proportion de résidences secondaires et logements occasionnels (18,2 %) inférieure à celle du département (24,6 %) mais supérieure à celle de la France entière (9,7 %). Concernant le statut d'occupation de ces logements, 84,5 % des habitants de la commune sont propriétaires de leur logement (80 % en 2013), contre 66,3 % pour l'Ariège et 57,5 % pour la France entière.
| Typologie                                               | Bénaix | Ariège | France entière |
| ------------------------------------------------------- | ------ | ------ | -------------- |
| Résidences principales (en %)                           | 70,7   | 65,7   | 82,1           |
| Résidences secondaires et logements occasionnels (en %) | 18,2   | 24,6   | 9,7            |
| Logements vacants (en %)                                | 11,1   | 9,7    | 8,2            |

### Risques majeurs

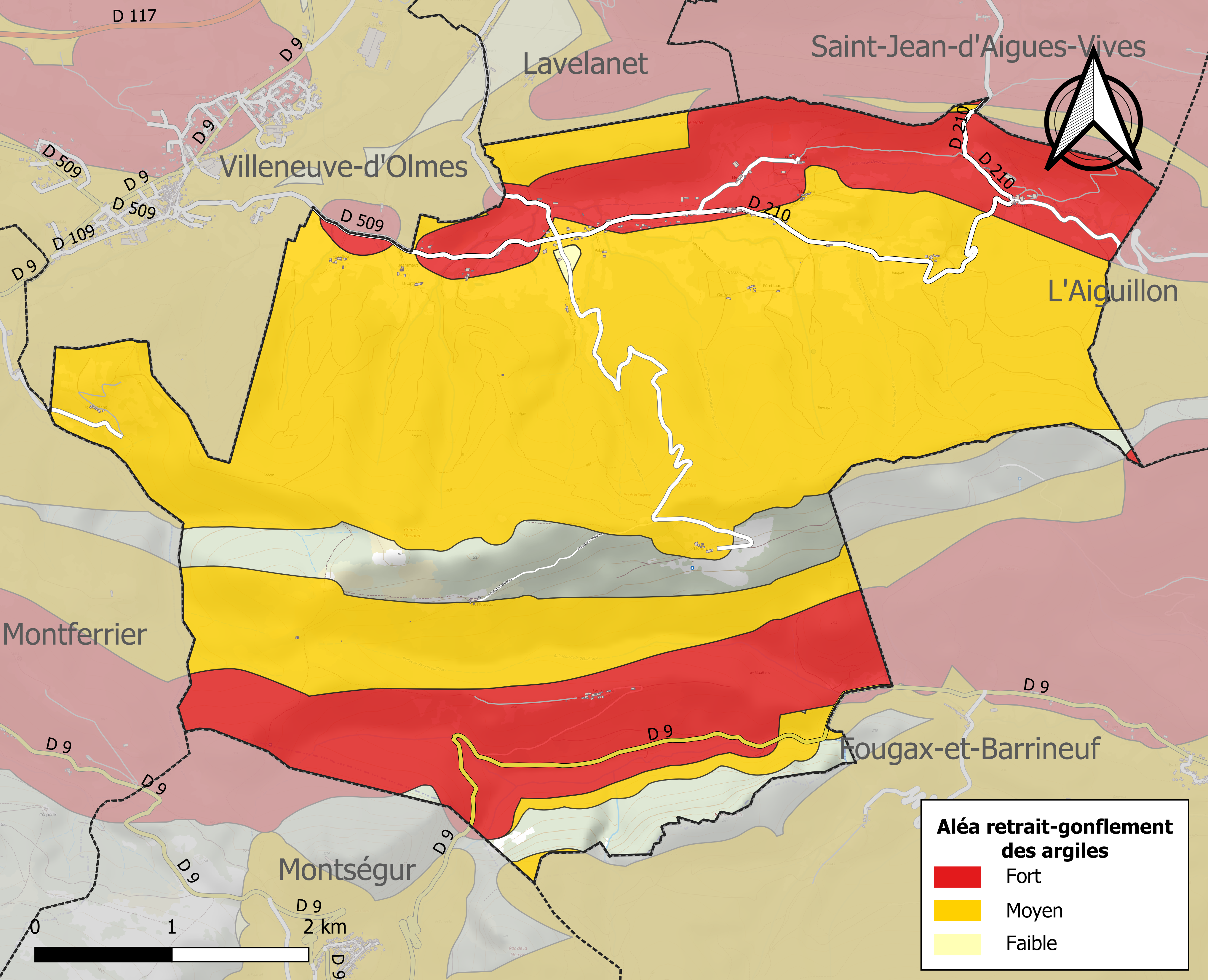
Zonage de l'aléa retrait-gonflement des argiles sur la commune de Bénaix.

Le territoire de la commune de Bénaix est vulnérable à différents aléas naturels : inondations, climatiques (grand froid ou canicule), feux de forêts, mouvements de terrains et séisme (sismicité modérée),.
Certaines parties du territoire communal sont susceptibles d’être affectées par le risque d’inondation par crue torrentielle d'un cours d'eau, ou ruissellement d'un versant.
Les mouvements de terrains susceptibles de se produire sur la commune sont soit des chutes de blocs, soit des glissements de terrains, soit des effondrements liés à des cavités souterraines, soit des mouvements liés au retrait-gonflement des argiles. Près de 50 % de la superficie du département est concernée par l'aléa retrait-gonflement des argiles, dont la commune de Bénaix. L'inventaire national des cavités souterraines permet par ailleurs de localiser celles situées sur la commune.

## Histoire
Au « Pas de las Portas » vers le castrum de Massabrac se serait déroulé à l'automne 1232 la rencontre entre une délégation conduite par l’évêque cathare Guilhabert de Castres et Raimond de Péreille, seigneur de Montségur. Ce dernier est sollicité pour que Monségur devienne le « siège et la tête » du catharisme. Ce qu’il acceptera, cet acte fondateur sera lourd de conséquences pour les décennies à venir…
Dans le massif de la Bartefeuille et surplombant le Lasset, la grotte de las Morts a été fouillée par l’abbé Julien-Marie Durand de 1936 à 1942. Huit foyers s’échelonnant de -6 500 à -2 700 ans se sont succédé. Une sépulture d’enfant et une flûte en os, objet assez rare dans les Pyrénées, ont été trouvés.

## Politique et administration

### Découpage territorial
La commune de Bénaix est membre de la Communauté de communes du Pays d'Olmes, un établissement public de coopération intercommunale (EPCI) à fiscalité propre créé le 26 décembre 1995 dont le siège est à Lavelanet. Ce dernier est par ailleurs membre d'autres groupements intercommunaux.
Sur le plan administratif, elle est rattachée à l'arrondissement de Pamiers, au département de l'Ariège, en tant que circonscription administrative de l'État, et à la région Occitanie.
Sur le plan électoral, elle dépend du canton du Pays d'Olmes pour l'élection des conseillers départementaux, depuis le redécoupage cantonal de 2014 entré en vigueur en 2015, et de la première circonscription de l'Ariège  pour les élections législatives, depuis le redécoupage électoral de 1986.

### Liste des maires
| Période                                  | Période  | Identité           | Étiquette | Qualité  |
| ---------------------------------------- | -------- | ------------------ | --------- | -------- |
| 1970                                     | 1983     | Raymond Bru        |           |          |
| 1983                                     | 1996     | Henri Courset      |           |          |
| 1996                                     | 2001     | Jérôme Carnacho    |           |          |
| mars 2001                                | 2014     | José de Castro     |           |          |
| mars 2014                                | En cours | Jean Barrau-Hillot | SE        | Retraité |
| Les données manquantes sont à compléter. |          |                    |           |          |

## Démographie
| 1793 | 1800 | 1806 | 1821 | 1831 | 1836 | 1841 | 1846 | 1851 |
| ---- | ---- | ---- | ---- | ---- | ---- | ---- | ---- | ---- |
| 311  | 400  | 460  | 468  | 565  | 527  | 546  | 514  | 515  |

| 1856 | 1861 | 1866 | 1872 | 1876 | 1881 | 1886 | 1891 | 1896 |
| ---- | ---- | ---- | ---- | ---- | ---- | ---- | ---- | ---- |
| 478  | 474  | 448  | 435  | 438  | 390  | 387  | 365  | 341  |

| 1901 | 1906 | 1911 | 1921 | 1926 | 1931 | 1936 | 1946 | 1954 |
| ---- | ---- | ---- | ---- | ---- | ---- | ---- | ---- | ---- |
| 321  | 312  | 308  | 258  | 224  | 229  | 178  | 178  | 158  |

| 1962 | 1968 | 1975 | 1982 | 1990 | 1999 | 2004 | 2006 | 2009 |
| ---- | ---- | ---- | ---- | ---- | ---- | ---- | ---- | ---- |
| 130  | 130  | 153  | 150  | 178  | 164  | 150  | 151  | 156  |

| 2014 | 2019 | 2022 | - | - | - | - | - | - |
| ---- | ---- | ---- | - | - | - | - | - | - |
| 144  | 152  | 151  | - | - | - | - | - | - |

## Économie

### Emploi
| Division       | 2008  | 2013   | 2018   |
| -------------- | ----- | ------ | ------ |
| Commune        | 2 %   | 13 %   | 13,1 % |
| Département    | 8,9 % | 11,1 % | 11,2 % |
| France entière | 8,3 % | 10 %   | 10 %   |

En 2018, la population âgée de 15 à 64 ans s'élève à 105 personnes, parmi lesquelles on compte 75,7 % d'actifs (62,6 % ayant un emploi et 13,1 % de chômeurs) et 24,3 % d'inactifs,. En  2018, le taux de chômage communal (au sens du recensement) des 15-64 ans est supérieur à celui du département et de la France, alors qu'en 2008 la situation était inverse.
La commune fait partie de la couronne de l'aire d'attraction de Lavelanet, du fait qu'au moins 15 % des actifs travaillent dans le pôle,. Elle compte 19 emplois en 2018, contre 13 en 2013 et 12 en 2008. Le nombre d'actifs ayant un emploi résidant dans la commune est de 67, soit un indicateur de concentration d'emploi de 28 % et un taux d'activité parmi les 15 ans ou plus de 59,3 %.
Sur ces 67 actifs de 15 ans ou plus ayant un emploi, 17 travaillent dans la commune, soit 25 % des habitants. Pour se rendre au travail, 83,8 % des habitants utilisent un véhicule personnel ou de fonction à quatre roues, 4,4 % les transports en commun, 3 % s'y rendent en deux-roues, à vélo ou à pied et 8,8 % n'ont pas besoin de transport (travail au domicile).

### Activités hors agriculture
14 établissements sont implantés  à Bénaix au 31 décembre 2019.
Le secteur de l'industrie manufacturière, des industries extractives et autres est prépondérant sur la commune puisqu'il représente 28,6 % du nombre total d'établissements de la commune (4 sur les 14 entreprises implantées  à Bénaix), contre 12,9 % au niveau départemental.

### Agriculture
|                                   | 1988 | 2000 | 2010 |
| --------------------------------- | ---- | ---- | ---- |
| Exploitations                     | 13   | 14   | 3    |
| Superficie agricole utilisée (ha) | 272  | 414  | 203  |

La commune fait partie de la petite région agricole dénommée « Région sous-pyrénéenne ». En 2010, l'orientation technico-économique de l'agriculture  sur la commune est l'élevage d'ovins et de caprins. Trois exploitations agricoles ayant leur siège dans la commune sont dénombrées lors du recensement agricole de 2010 (douze en 1988). La superficie agricole utilisée est de 203 ha.

## Culture locale et patrimoine

### Lieux et monuments
- Église Sainte-Foy.

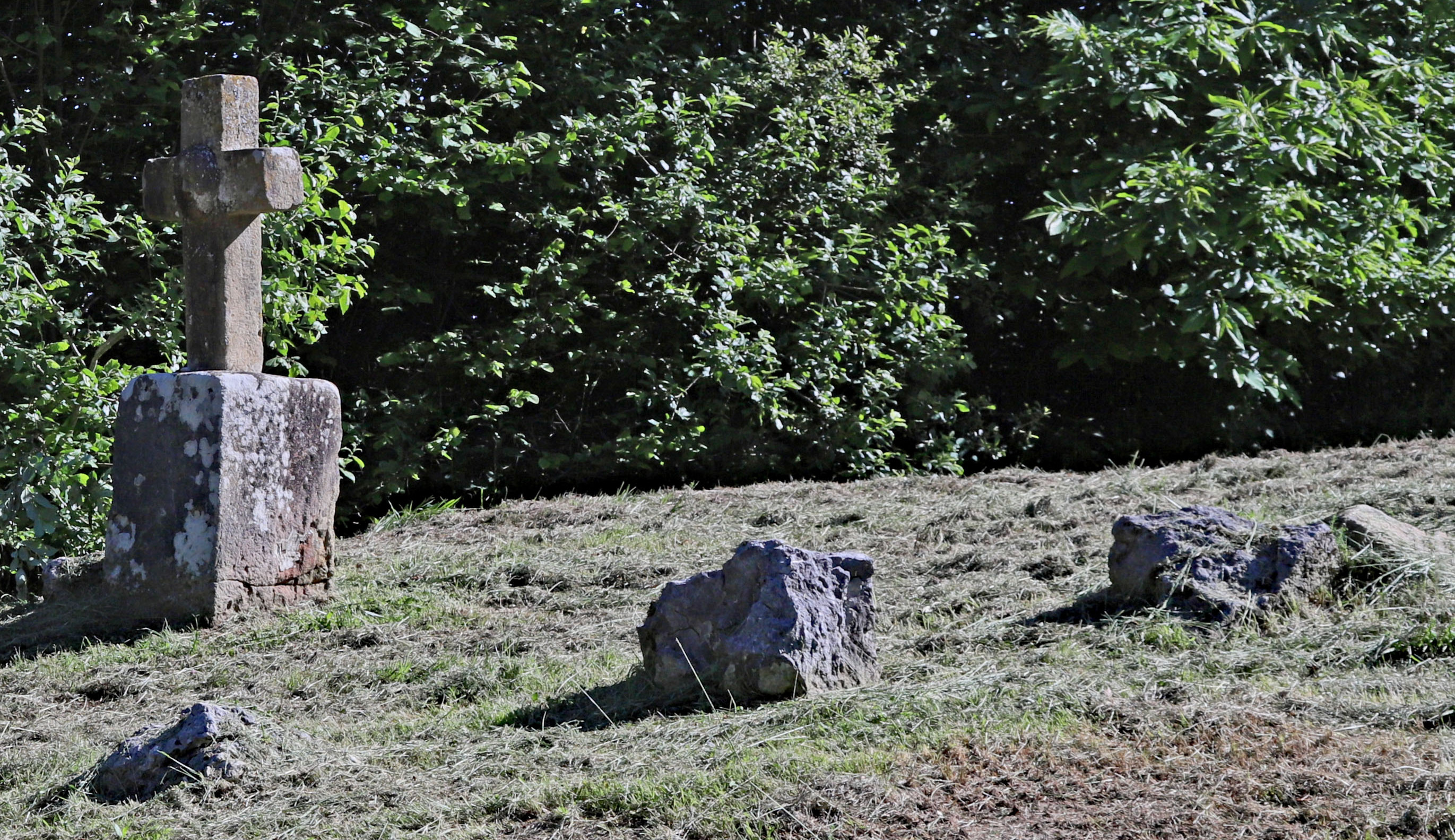
Croix de Morenci.

- Croix de Morenci taillée dans un mégalithe, sur un petit promontoire, vandalisée en mars 1972.
- Plusieurs mégalithes[50].

Bénaix fait partie de l'opération « Grands sites de France - Montségur ».

### Héraldique
| Blason de Bénaix | Blason  | Écartelé d'argent à trois clous de sable et de gueules au lion d'or, le tout sommé d'un chef d'azur chargé de trois étoiles d'or. |
| Blason de Bénaix | Détails | Le statut officiel du blason reste à déterminer.                                                                                  |

## Pour approfondir